# NGC 509
NGC 509 è una galassia lenticolare situata nella costellazione dei Pesci.

## Descrizione
NGC 509 è una galassia attiva nel dominio dei raggi X.

## Scoperta
La galassia NGC 509 è stata scoperta il 1 ottobre 1864 dall'astronomo tedesco Albert Marth.

## Gruppo di NGC 470
Nel loro articolo comparso nel 2006, Sengupta e Balasubramanyam assegnano NGC 509 al gruppo di NGC 524 che comprende 10 galassie luminose nel dominio dei raggi X. Oltre a NGC 509, del gruppo fanno parte anche NGC 489, NGC 502, NGC 516, NGC 518, NGC 524, NGC 532, IC 101, IC 114 e CGCG 411-058 (PGC 4994).
Tutte le galassie catalogate anche NGC, a parte NGC 509, fanno parte del Gruppo di NGC 470 descritto da Abraham Mahtessian. 
NGC 509 e le ultime 3 galassie menzionate nella lista (IC 101, IC 114 e CGCG 411-058) sono localizzate nella stessa regione di cielo e si trovano a una distanza paragonabile a quella del gruppo di NGC 470. È pertanto ragionevole ritenere che facciano parte dello stesso raggruppamento di galassie.